# Извинения отца
«Извинения отца» (яп. 父の詫び状 тити-но вабидзё) — сборник эссе японской писательницы Мукоды Кунико, опубликованный в 1978 г. В 1986 году книга была экранизирована.  

## Создание сборника и общее содержание
Начиная с 1952 года Мукода Кунико училась сценарному мастерству под началом Итикавы Сабуро и с 60-х годов начала работать как самостоятельный сценарист телесериалов. Она создала множество хитов, среди которых, например, был знаменитый сериал «Пора!» (яп. 時間ですよ дзикан дэсу ё), и в 70-х стала самым популярным телесценаристом. В 1975 г. её госпитализировали с раком груди. Благодаря тому, что рак был выявлен на ранней стадии, Мукоду успешно прооперировали и на следующий год выписали. Однако позже выяснилось, что при операции во время переливания крови ей занесли гепатит, и в результате лечения у неё временно отнялась правая рука. 
Как раз в это время Мукоде поступил заказ на серию эссе от журнала «Гиндза хякутэн» (яп. 銀座百点). Мукоде захотелось попробовать себя в новом качестве и она приняла заказ, решившись писать левой рукой. В итоге она создала больше 20-ти эссе, основанных по большей части на своих воспоминаниях о детстве и семье. Эссе из этой серии публиковались в течение двух лет, с февраля 1976 года по июнь 1978 г., в журнале "Гиндза хякутэн". Дебют Мукоды как эссеиста был одобрительно встречен читателями, и вскорости после окончания публикаций в журнале был выпущен сборник "Извинения отца", куда вошли эссе из серии. В этом сборнике нашли яркое отражение реалии японской семьи эпохи Сёва, и он по сей день считается главным эссеистическим сборником Мукоды Кунико. 

## Эссе, вошедшие в сборник
| - 1. 父の詫び状 - 2. 身体髪膚 - 3. 隣りの神様 - 4. 記念写真 - 5. お辞儀 - 6. 子供たちの夜 - 7. ストライキ - 8. 細長い海 - 9. ごはん - 10. お軽寛平 - 11. あだ桜 - 12. 車中の皆様 - 13. ねずみ花火 | - 14.チーコとグランデ - 15. 海苔巻の端っこ - 16. 学生アイス - 17.魚の目は泪 - 18. 隣りの匂い - 19. 兎と亀 - 20. お八つの時間 - 21. わが拾遺集 - 22. 昔カレー - 23. 鼻筋紳士録 - 24. 薩摩揚 - 25. 卵とわたし |

## Публикации
- 1978 Бунгэй-сюндзю (яп. 文藝春秋), ISBN 978-4163348704  (публикация прекращена)
- 1981 Бунгэй-сюндзю (яп. 文藝春秋), Бунсюн-бунко (яп. 文春文庫), ISBN 978-4167277017 (публикация прекращена)
- 2005 Бунгэй-сюндзю (яп. 文藝春秋) , Бунсюн-бунко син-собан (яп. 文春文庫新装版), ISBN 978-4167277215
- 2009 Бунгэй-сюндзю (яп. 文藝春秋), 向田邦子全集(5) エッセイ一 父の詫び状, ISBN 978-4166417209